# Por más
Por más es el nombre del vigésimo tercer álbum de estudio del grupo de música norteña Bronco bajo su nombre original y el trigésimo sexto en toda su carrera. Es el último trabajo discográfico donde participa Ramiro Delgado, acordeonista y tecladista de la agrupación. El álbum cuenta con quince canciones, la mayoría de autoría del vocalista y líder del grupo José Guadalupe Esparza; otras son inéditas tales como «No me fui» y  «Soy rico».

## Lista de canciones
| N.º | Título                                                  | Escritor(es)                                    | Duración |  |
| 1.  | «Alguien mejor que yo»                                  | Jose Guadalupe Esparza                          | 3:15     |  |
| 2.  | «Un fin de semana»                                      | Ricardo Hernandez                               | 3:28     |  |
| 3.  | «Voy a tumbar la casita» (con Ricky Muñoz de Intocable) | Humberto Galindo Galindo                        | 2:45     |  |
| 4.  | «No me fui»                                             | Isidro Chavez Espinoza                          | 3:01     |  |
| 5.  | «Aunque no me quieras»                                  | Jose Guadalupe Esparza                          | 2:56     |  |
| 6.  | «A que le tiramos» (con Manuel Mijares)                 | Paul Alonso Urias                               | 3:25     |  |
| 7.  | «El golpe traidor»                                      | Remberto Lopez Garza                            | 3:19     |  |
| 8.  | «No nos vamos a olvidar»                                | Homero Aguilar Cabrera, Rosendo Montiel Alvarez | 4:09     |  |
| 9.  | «Grande de caderas» (con Los Caligaris)                 | Jose Guadalupe Esparza                          | 3:14     |  |
| 10. | «Te quise una vez»                                      | Jose Guadalupe Esparza                          | 3:14     |  |
| 11. | «Soy rico»                                              | Pablo Peña                                      | 3:34     |  |
| 12. | «Se alinearon los planetas» (con Río Roma)              | José Luis Ortega Castro, Raúl Ortega Castro     | 3:24     |  |
| 13. | «Mirenla, mirenla»                                      | Jose Guadalupe Esparza                          | 2:50     |  |
| 14. | «Naila»                                                 | Jesús rasgado                                   | 8:00     |  |
| 15. | «Quiero perderme»                                       | Oswaldo Villarreal, Rene Trevizo                | 3:02     |  |

- Datos: Q100728390